# Maarten Boddaert
Maarten Boddaert (Roosendaal, 12 september 1989) is een Nederlands voetballer die als middenvelder speelt en ook uit de voeten kan als verdediger.

## Clubcarrière
Boddaert speelde in de jeugd bij RBC Roosendaal en debuteerde op 17 oktober 2008 in het eerste elftal, uit tegen Go Ahead Eagles. Een seizoen later werd hij basisspeler. Na het faillissement van RBC Roosendaal kwam Boddaert zonder club te zitten. In augustus 2011 tekende hij een contract bij FC Den Bosch na een succesvolle stageperiode. In het seizoen 2013/14 werd Boddaert een vaste waarde bij die club en wist hij vier te scoren. Boddaert speelde dat jaar voornamelijk als centrale verdediger. Het seizoen 2014/15 miste hij grotendeels door een hardnekkige enkelblessure. Vanaf de zomer van 2015 was Boddaert tweede aanvoerder achter Anthony Lurling. In 2017 speelde hij voor Adelaide Comets in Australië. In augustus van dat jaar ging hij voor Achilles Veen spelen.

## Statistieken
| Seizoen                       | Club           | Competitie     | Competitie | Competitie | Beker | Beker | Play-offs | Play-offs | Totaal | Totaal |
| Seizoen                       | Club           | Competitie     | Wed.       | Dlp.       | Wed.  | Dlp.  | Wed.      | Dlp.      | Wed.   | Dlp.   |
| ----------------------------- | -------------- | -------------- | ---------- | ---------- | ----- | ----- | --------- | --------- | ------ | ------ |
| 2008/09                       | RBC Roosendaal | Eerste divisie | 18         | 0          | 0     | 0     | 0         | 0         | 18     | 0      |
| 2009/10                       | RBC Roosendaal | Eerste divisie | 31         | 0          | 1     | 0     | 0         | 0         | 32     | 0      |
| 2010/11                       | RBC Roosendaal | Eerste divisie | 23         | 1          | 1     | 0     | 0         | 0         | 24     | 1      |
| 2011/12                       | FC Den Bosch   | Eerste divisie | 12         | 0          | 0     | 0     | 0         | 0         | 12     | 0      |
| 2012/13                       | FC Den Bosch   | Eerste divisie | 12         | 0          | 2     | 0     | 0         | 0         | 14     | 0      |
| 2013/14                       | FC Den Bosch   | Eerste divisie | 33         | 4          | 1     | 0     | 2         | 0         | 36     | 4      |
| 2014/15                       | FC Den Bosch   | Eerste divisie | 16         | 0          | 0     | 0     | 0         | 0         | 16     | 0      |
| 2015/16                       | FC Den Bosch   | Eerste divisie | 32         | 2          | 4     | 1     | 0         | 0         | 36     | 3      |
| Carrièretotaal                | Carrièretotaal | Carrièretotaal | 177        | 7          | 9     | 1     | 2         | 0         | 188    | 8      |
| Bijgewerkt op 1 augustus 2016 |                |                |            |            |       |       |           |           |        |        |